# 坡仓乡
坡仓乡，是中华人民共和国河北省保定市易县下辖的一个乡镇级行政单位。

## 行政区划
坡仓乡下辖以下地区：
坡仓村、苑岗村、南杜岗村、桑岗村、高家台村、宝石村、墨斗店村、上苇场村和下苇场村。